# Gabriel Carlsson
Anders Gabriel Carlsson (* 2. Januar 1997 in Örebro) ist ein schwedischer Eishockeyspieler, der seit Juli 2025 bei Färjestad BK aus der Svenska Hockeyligan (SHL) unter Vertrag steht. Zuvor verbrachte der Verteidiger unter anderem über fünf Jahre in der Organisation der Columbus Blue Jackets sowie ein weiteres bei den Washington Capitals in der National Hockey League (NHL).

## Karriere
Gabriel Carlsson wurde in Örebro geboren und spielte dort in seiner Jugend unter anderem für den Örebro IS, bevor er in die Jugendabteilung des Örebro HK wechselte und dort bis 2013 in der J18 des Vereins aktiv war. Zur Spielzeit 2013/14 wechselte der Verteidiger zum Linköping HC, für dessen Nachwuchsauswahlen er in der Folge in der J18 Allsvenskan sowie in der J20 SuperElit auflief, den jeweils höchsten Juniorenligen Schwedens dieser Altersklassen. Zudem debütierte Carlsson im Verlauf der Saison 2014/15 bei den Herren des Linköpings HC in der Svenska Hockeyligan (SHL) und absolvierte somit seine ersten 17 Profieinsätze. Hauptsächlich spielte der Schwede aber vorerst auf J20-Niveau und etablierte sich dabei in der SuperElit als defensiv ausgerichteter Abwehrspieler, indem er in insgesamt 42 Spielen auf neun Scorerpunkte sowie eine Plus/Minus-Wertung von +25 kam. Anschließend wurde Carlsson im NHL Entry Draft 2015 an 29. Position von den Columbus Blue Jackets ausgewählt.
Mit Beginn der Spielzeit 2015/16 etablierte sich der Abwehrspieler im SHL-Aufgebot des Linköpings HC und absolvierte dort zwei komplette Saisons, wobei er bereits im April 2016 einen Einstiegsvertrag bei den Columbus Blue Jackets unterzeichnet hatte. Nach Nordamerika wechselte er in der Folge erstmals im April 2017 und absolvierte vorerst drei Spiele für das Farmteam der Blue Jackets, die Cleveland Monsters, in der American Hockey League (AHL). Wenig später debütierte der Schwede auch für Columbus in der National Hockey League (NHL) und kam bis zum Saisonende auf insgesamt sieben Einsätze, fünf davon in der ersten Playoff-Runde. Im weiteren Verlauf gelang es ihm jedoch nicht, sich restlos im NHL-Aufgebot der Blue Jackets zu etablieren, so kam er nach wie vor regelmäßig in der AHL zum Einsatz.
Nach über fünf Jahren in Columbus wurde sein Vertrag nach der Saison 2021/22 nicht verlängert, sodass er sich im Juli 2022 als Free Agent den Washington Capitals anschloss. Mit deren Farmteam, den Hershey Bears, gewann er am Ende der Spielzeit 2022/23 die AHL-Playoffs um den Calder Cup. Trotz des Erfolgs kehrte der Schwede im Juli 2023 in sein Heimatland zurück, wo er sich für ein Jahr dem Erstligisten Växjö Lakers anschloss. Danach folgte im Sommer 2024 ein Wechsel zum EV Zug in die Schweizer National League, bevor er im folgenden Sommer wieder nach Schweden zurückkehrte. Dort heute er beim SHL-Teilnehmer Färjestad BK an.

### International
Erste internationale Erfahrungen sammelte Carlsson im Jahre 2014, als er mit der schwedischen Auswahl an der World U-17 Hockey Challenge sowie am Ivan Hlinka Memorial Tournament teilnahm. Dort verpasste er mit dem Team ebenso die Medaillenränge wie anschließend bei der U18-Weltmeisterschaft 2015 sowie den U20-Weltmeisterschaften 2016 und 2017.

## Erfolge und Auszeichnungen
- 2023 Calder-Cup-Gewinn mit den Hershey Bears

## Karrierestatistik
Stand: Ende der Saison 2024/25

### International
Vertrat Schweden bei:
| - World U-17 Hockey Challenge Januar 2014 - Ivan Hlinka Memorial Tournament 2014 - U18-Junioren-Weltmeisterschaft 2015 | - U20-Junioren-Weltmeisterschaft 2016 - U20-Junioren-Weltmeisterschaft 2017 |

(Legende zur Spielerstatistik: Sp oder GP = absolvierte Spiele; T oder G = erzielte Tore; V oder A = erzielte Assists; Pkt oder Pts = erzielte Scorerpunkte; SM oder PIM = erhaltene Strafminuten; +/− = Plus/Minus-Bilanz; PP = erzielte Überzahltore; SH = erzielte Unterzahltore; GW = erzielte Siegtore; 1 Play-downs/Relegation; Kursiv: Statistik nicht vollständig)